# جی اس. روزنبلات
جی اس. روزنبلات (انگلیسی: Jay S. Rosenblatt; ۱۸ نوامبر ۱۹۲۳ – ۱۶ فوریهٔ ۲۰۱۴) دانشمند در زمینه روان‌شناسی و رفتارشناسی جانوران اهل ایالات متحده آمریکا بود.